# Zatrephes gigantea
Zatrephes gigantea là một loài bướm đêm thuộc phân họ Arctiinae, họ Erebidae.